# Нешлинг, Педро
Педро Энрике дос Сантос Нешлинг (порт. Pedro Henrique dos Santos Neschling) — бразильский актёр театра и кино, продюсер, сценарист.

## Биография
Родился 28 июня 1982 в Рио-де-Жанейро, его отец — бразильский дирижёр Джон Нешлинг, мать — бразильская актриса Луселия Сантус.
Женат на актрисе Бруне Ди Туллио.
Его дебют как театрального актера состоялся в 2001 году, когда он сыграл в комедии De caso com a vida, как автор дебютировал в 2004 году.

## Творчество

### Телевидение
- 2007 — Запретное желание (Desejo Proibido) —  Diogo
- 2006 — Páginas da Vida — Rafael
- 2006 — Se Liga Na Busca (apresentador)
- 2005 — Луна мне говорила (Da Cor do Pecado) — Мурилинью
- 2005 — Clara e o chuveiro do tempo (especial) — Elvis Presley
- 2005 — Na Trilha do Verão (apresentador)
- 2004 — Correndo Atrás (especial) — Pena
- 2004 — Linha Direta Justiça (especial) — Maurício Garcez Henrique
- 2004 — Цвета греха (Da Cor do Pecado) — Дионисиу Сардинья
- 2003 — Sítio do Picapau Amarelo (telenovela) — Percival

### Кинематограф
- 2007 — Um Homem Qualquer — Igor
- 2006 — O Diário de Tati — Tom
- 2005 — Um Lobisomem na Amazônia — Bruno
- 2002 — As Vozes da Verdade
- 2001 — Timor Lorosae - O massacre que o mundo não viu
- 2000 — Vou Zoar Até Morrer

### Театр
- 2007 — Trindade (peça) — Эмилио
- 2006 — O livro secreto — Николас
- 2003 / 2005 — Sem vergonhas — Mangueira
- 2004 — Apenas uma noite (автор)
- 2001 — De caso com a vida — Джеффри